# 4091 Lowe
4091 Lowe (1986 TL2) là một tiểu hành tinh vành đai chính được phát hiện ngày 7 tháng 10 năm 1986 bởi Edward L. G. Bowell ở Flagstaff.